# Glacier du Petit-mont-Blanc
Ne doit pas être confondu avec Glacier oriental du Petit-mont-Blanc ou Glacier du Mont-Blanc.
Le glacier du Petit-mont-Blanc, en italien Ghiacciaio del Petit Mont Blanc, est un glacier d'Italie situé dans le massif du Mont-Blanc, dans le val Vény.
Le glacier naît sur l'ubac de l'aiguille de Tré-la-Tête, à environ 3 800 mètres d'altitude et s'épanche vers le nord-est puis le sud en décrivant un arc de cercle en direction du glacier de la Lex Blanche dans lequel il se jette sur l'adret du Petit mont Blanc,. Il est entouré à l'ouest par le glacier de l'Aiguille de Tré-la-Tête orientale, au sud par le glacier de la Lex Blanche, à l'est par le glacier oriental du Petit-mont-Blanc et au nord-est par le glacier du Miage,.

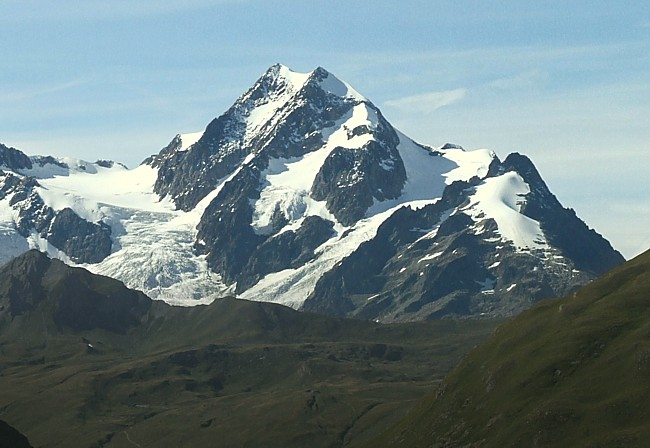
L'aiguille de Tré-la-Tête vue depuis le sud-est par-delà le mont Percé avec dans le centre-droit de l'image le glacier du Petit-mont-Blanc.